# رولان دوبرول
رولان مارسل دوبرول (به فرانسوی: Roland Marcel Dubrulle) (زادهٔ ۱۹۰۷ – درگذشتهٔ ۱۹۸۳) معمار و شهرساز پرکار فرانسوی و از پایه‌گذاران آموزش معماری در ایران بود. طراحی، ساخت و نظارت بر اجرای بناهای دولتی و خصوصی، و نیز تدریس معماری از جملهٔ فعالیت‌های اوست. آثار معماری دوبرول در ایران از گرگان تا بندر لنگه پراکنده‌اند.
دوبرول در زمرهٔ کسانی بود که از یک سو با مساهمت خود در آموزش معماری، به نظام اعطای اعتبار حرفه‌ای شکل بخشیدند، و از سوی دیگر با کار جمعی در پروژه‌های بزرگ، فرایند حرفه‌ای شدن معماری را در ایران پیش بردند.

## زندگی
دوبرول در سال ۱۹۰۷ در ارمانتیر در شمال فرانسه به دنیا آمد. از هفده‌سالگی کارآموزی را در دفاتر معماری و کارگاه‌های ساختمانی آغاز کرد، و در فاصلهٔ ۱۹۲۶ تا ۱۹۳۴ (برابر با ۱۳۰۵ تا ۱۳۱۳) به تحصیل در مدرسهٔ هنرهای زیبا (بوزار) پرداخت. او بسیار پرکار و توانمند بود، چنان‌که در دو سال پایانی تحصیلش، در یازده کنکور معماری مختلف از جمله بیمارستان زوریخ، شهرداری شانگهای، طرح جامع شهر برن، طرح جامع کاخ سلطنتی استکهلم، در نقش همکار یا کارآموز شرکت کرد. پس از آنکه در ۱۳۱۴ در کنکور ساختمان بورس سهام تهران برنده شد به ایران عزیمت کرد و تا ۱۳۲۰ در ایران ماند.
دوبرول نخست در شرکت باتینیول مشغول به کار شد که از شرکت‌های ساختمانی خارجی فعال در طرح‌های جدید دوران رضاشاه بود. سپس در ۱۳۱۵ به شرکت ساختمان ایران پیوست که سرپرستی‌اش بر عهدهٔ گابریل گورکیان بود. در ۱۳۱۶ همکاری‌اش را با وزارت معارف آغاز کرد و در سال ۱۳۱۷ به سمت سرمهندس آن وزارتخانه منصوب شد. دفتر خود را نیز به اتفاق محسن فروغی در همین سال تأسیس کرد؛ دفتری که پس از چندی به دفتر فنی دانشگاه تهران بدل شد و بناهای دانشگاه تهران در آن طراحی و سپس بدست شرکت سنتاب اجرا می‌شد. از سوی دیگر، به دعوت وزارت پیشه و هنر به تدریس در مدرسهٔ عالی معماری پرداخت. دوبرول با شروع جنگ جهانی دوم، در اواخر ۱۹۳۹ (۱۳۱۸) داوطلبانه به نیروی هوایی فرانسه در بیروت پیوست و مسئول تهیهٔ عکس‌های هوایی از ترکیه بود. پس از پنج ماه دوباره به ایران بازگشت و بابت پروژهٔ احداث دوازده مدرسهٔ ابتدایی در تهران به مدیریت دفتر فنی وزارت معارف منصوب شد. در مهر ۱۳۱۹ با منحل شدن مدرسهٔ عالی معماری تدریس را در دانشکدهٔ هنرهای زیبا پی گرفت و تا پایان اقامتش در سمت ریاست کارگاه معماری باقی ماند.
دوبرول در فوریهٔ ۱۹۴۲ (زمستان ۱۳۲۰) ایران را برای همیشه ترک کرد. بعد از آن، سه سال ریاست ادارهٔ شهرسازی سوریه را، که در آن زمان تحت‌الحمایهٔ فرانسه بود، عهده‌دار شد و در آنجا به تدوین طرح‌های جامع برای شهرهای عمدهٔ سوریه پرداخت. مدتی هم در ۱۹۴۴ (۱۳۲۳) به عنوان رئیس کارگاه در مدرسهٔ هنرهای زیبای بیروت تدریس کرد. او در ۱۹۴۵ (۱۳۲۴) به فرانسه برگشت و نخست به معاونت و سپس به ریاست سازمان شهرسازی شمال فرانسه برگزیده شد و طرح‌های بی‌شماری برای بازسازی شهرهای آسیب‌دیده در جنگ و نیز شهرهای جدید تهیه کرد. دوبرول در ۱۹۵۴ (۱۳۳۳) دفتر فنی خود را در پاریس تأسیس کرد و تا واپسین روزهای عمرش در ۱۹۸۳ (۱۳۶۲) به طرح‌های شهرسازی، و ساخت شهرهای جدید و حومه‌های شهری و مجتمع‌های مسکونی مشغول بود.

## کارنامهٔ دوبرول در ایران
برخلاف گدار و سیرو که در پی فعالیت‌های باستان‌شناسی به ایران آمدند و سپس به معماری پرداختند، دوبرول از آغاز با شرکت در کنکور ساختمان بورس سهام تهران وارد جریان مدرن‌سازی رضاشاه شد. وسعت این برنامهٔ بازسازی، و حجم و گستره‌ای از بناهای عمومی که باید ساخته می‌شد، فرصتی برای حضور معمارانی همچون دوبرول فراهم آورد که در ایران و کشورهای دیگر بی‌سابقه بود. دوبرول در هر دو عرصهٔ طراحی و اجرا فعال بود و سمت‌هایی مثل سرمهندس و مدیر دفتر فنی وزارت معارف، مهندس کنترل وزارت دارایی، و نیز مشاور وزارت امور خارجه را در کارنامهٔ خود ثبت کرد.
عمدهٔ آثار دوبرول بناهای عمومی با کاربری‌های اداری یا آموزشی است. او در این عرصه، همهٔ مراتب را از خرد تا کلان، از طراحی مدرسه و ساختمان اداری در جزیره‌ای دورافتاده تا دانشکده و وزارتخانه در پایتخت آزموده‌است؛ اما در فهرست آثارش ورزشگاه و بیمارستان و زندان هم به چشم می‌خورد. در هفت سال فعالیت او در ایران دو دوره از هم متمایز است: دورهٔ نخست، فعالیت در «شرکت ساختمان» به سرپرستی گابریل گورکیان، و دورهٔ دوم، خدمت در دفتر فنی وزارت معارف و همکاری با کسانی چون محسن فروغی و ماکسیم سیرو. آثار دورهٔ اول در سرتاسر ایران، از گرگان تا بندر لنگه پراکنده‌است، اما بناهای دورهٔ دوم عمدتاً در تهران است. در برخی از آثار دورهٔ اول، از جمله در بناهای گرگان اشاره‌هایی به معماری ایران می‌توان یافت، اما آثار بعدی او همگی «با آگاهی کامل از اهمیت این بناها و نقش آنها در مدرنیزاسیون»، و بدون هرگونه ارجاع به معماری تاریخی ایران ساخته شده‌است.
دوبرول علاوه بر اینها، آثاری هم در بخش خصوصی دارد که بیشترش را ویلاها و خانه‌های اعیان تشکیل می‌دهد. او تقریباً همزمان با گابریل گورکیان از شیوه‌هایی در تعریف و آرایش فضاهای مسکونی بهره برد که در جریان معماری ایران تازگی داشت. خانه‌های او را از حیث سبک با آثار آلوار آلتو، ویلیام کرابتری، تتسورو یوشیدا، پیر لوئیجی نروی، لوئیس هنری سولیوان، هنری وان ده‌ولد، آدولف لوس، میس فان درروهه، و آگوست پره قیاس‌پذیر دانسته‌اند. پیوستگی آثار دوبرول با آثار معماران سرشناس معاصر با او در اروپا، تعلقش را به جریان جهانی معماری مدرن نشان می‌دهد.
طرح‌های بزرگتر دوبرول همچون بناهای دولتی و ساختمان بورس سهام، نمایی قرینه دارد که بر بخش میانی آن تأکید شده‌است، اما باقی آثار او مثل ویلاها و ورزشگاه امجدیه که برنامهٔ متنوع‌تری دارد، با وجود نقشه‌های کاملاً کاربردی از تنوع و ابتکار بیشتری در حجم و مصالح برخوردار است.
دوبرول پیش از عزیمت به ایران در پروژه‌های شهری همچون طرح جامع شهر برن طبع‌آزمایی کرده بود. پس از آنکه ایران را ترک کرد نیز دوباره درگیر شهرسازی شد، اما در دوران فعالیتش در ایران بیشتر به طراحی تک‌بنا یا مجموعه پرداخت. تنها پروژهٔ شهری‌ای که در اواخر کارنامهٔ او در ایران می‌بینیم «طرح جامع محلهٔ وزراتخانه‌ها» است.
برخلاف گدار و سیرو که نقشی فرهنگی در جریان معماری داشتند و دربارهٔ معماری ایران نوشتند، از دوبرول اثر مکتوبی در دست نیست. او کمتر از یک دهه در ایران کار و زندگی کرد، اما با آثار شاخص و ماندگار خود سهمی فراوان در شکل‌گیری جریان معماری آن دوره داشت، چنان‌که می‌توان او را از پیشگامان معماری مدرن ایران تلقی کرد.

### فهرست آثار و فعالیت‌ها
فعالیت‌های معماری رولان دوبرول عبارتند از: مشارکت در تدوین طرح جامع دانشگاه تهران (۱۳۱۳)؛ طرح بازار بورس سهام تهران (۱۳۱۴)؛ کازینوی رامسر در شرکت باتینیول (۱۳۱۵–۱۳۱۹)؛ طرح مدرسه در فریمان در شرکت ساختمان ایران (۱۳۱۵)؛ دفاتر گمرک محمودآباد در شرکت ساختمان ایران (۱۳۱۶)؛ طرح مدارس تیپ، شهرداری گرگان، ادارهٔ پلیس گرگان، و زندان گرگان، هنرستان اصفهان، هنرستان و خوابگاه در خارگ، مرکز کشاوری بندر گز، خانه‌های مسکونی گمرک در بندر لنگه، همگی در شرکت ساختمان ایران و احتمالاً بین ۱۳۱۵ و ۱۳۱۶؛ طرح کاخ دادگستری تهران با همکاری گابریل گورکیان در شرکت ساختمان ایران (۱۳۱۶–۱۳۲۵)؛ ورزشگاه ۳۰۰۰ نفرهٔ منظریه برای وزارت معارف؛ ویلای ابتهاج (۱۳۱۷)؛ ویلای فرمانده حسین‌خان (۱۳۱۷)؛ تکمیل کارهای اجرایی و تهیهٔ مبلمان ساختمان جدید وزارت امور خارجه (۱۳۱۷)؛ ساختمان قماش در ضلع شمال غربی میدان راه‌آهن (۱۳۱۷–۱۳۱۸)؛ نظارت بر اجرای بنای دانشکدهٔ حقوق به طراحی محسن فروغی (۱۳۱۷–۱۳۱۹)؛ باشگاه دانشجویان دانشگاه تهران با همکاری ماکسیم سیرو و محسن فروغی (۱۳۱۷–۱۳۲۰)؛ طرح کاخ وزارت دارایی (۱۳۱۷–۱۳۳۸)؛ بانک ملی ساری (۱۳۱۸)؛ ویلای پناهی در شمیران (۱۳۱۷)؛ خانهٔ ایزدی (۱۳۱۸–۱۳۱۹)؛ طرح توسعهٔ ورزشگاه نمرهٔ یک (امجدیه) برای وزارت معارف (۱۳۱۹)؛ طرح دانشکدهٔ هنرهای زیبای دانشگاه تهران زیر نظر آندره گدار و با همکاری ماکسیم سیرو (۱۳۱۹–۱۳۲۸)؛ نظارت بر اجرای بنای دانشکدهٔ فنی به طراحی گدار و سیرو (۱۳۲۰)؛ طرح بازار بورس سهام (۱۳۲۰)؛ احداث مرکز چشم‌پزشکی (۱۳۲۰).
در فهرست آثار و فعالیت‌های دوبرول به این موارد نیز اشاره کرده‌اند: ویلای آقای عدل در تهران؛ ویلای صفیان؛ ویلای کلنکل درخشان در شمیران؛ ویلای بینا؛ ساختمان مسکونی پناهی؛ ساختمان شرکت آنتروپریز؛ طرح جامع محلهٔ وزارتخانه‌ها؛ دبستان (یا هنرستان) حافظ در مجاورت امامزاده زید تهران؛ سالن اپرا؛ انبار پنبه؛ نظارت بر اجرای بیمارستان وزارت دارایی؛ و طرح بیمارستان ۲۲۵ تختخوابی برای شهرداری.

### آثار منسوب
دبستان فردوسی و هنرستان نوربخش از جملهٔ مواردی است که در انتساب آنها به دوبرول تردید کرده‌اند.

## معرفی برخی از آثار مهم
برای آشنایی بیشتر با شیوهٔ معماری دوبرول چند اثر مهم وی معرفی شده‌است.

### کاخ دادگستری
شرکت ساختمان ایران که گابریل گورکیان سرپرستی آن را بر عهده داشت در سال ۱۳۱۶ برندهٔ کنکور طراحی کاخ دادگستری شد. دوبرول در آنجا احتمالاً با همکاری خود گورکیان، نقشه‌های مقدماتی و اجرایی کاخ دادگستری را کشید. این طرح مجموعهٔ سه‌قسمتیِ کشیده، متقارن، و مطبقی بود که حیاط‌هایی بسته، قسمت میانی و مرتفع‌تر آن را از دو سو دربر گرفته بود. این بخش میانی نیز تراسی را در طبقهٔ چهارم از سه طرف محصور می‌کرد. استفاده از فرم‌های ساده، سقف‌های مسطح تراس‌دار و راهروهای ارتباطی از جمله ویژگی‌های این طرح است که آنها را متأثر از ایده‌های لوکوربوزیه دانسته‌اند. گورکیان همان‌سال از ایران رفت و عملیات ساختمان با دخل و تصرف کلی در طرح بدست شرکتی از چکسلواکی به نام اشکودا بین سال‌های ۱۳۱۶ تا ۱۳۲۵ به انجام رسید. احتمال آغاز ساختمان بر اساس طرح گورکیان و دوبرول را نمی‌توان یکسره رد کرد؛ اما تغییرهای صورت‌گرفته تا آن اندازه بود که طرح مدرن و مبتنی بر ایده‌های سبک بین‌الملل آنها را به طرحی نئوکلاسیک مبدل ساخت.

### کاخ وزارت دارایی
دوبرول در ۱۳۱۷ کاخ وزارت دارایی را نیز طراحی کرد. عملیات ساختمان آن از ۱۳۱۸ بدست شرکت بهساز و با تصرف بخشی از فضای باغ خوابگاه سلطنتی ناصرالدین‌شاه در اندرونی کاخ گلستان آغاز شد. بعد از رفتن دوبرول از ایران در زمستان ۱۳۲۰ نیز دفتر فنی وزارت دارایی آن را زیر نظر محسن فروغی ادامه داد. طرح این بنا شامل دو قسمت متمایز است: عمارتی مرکزی به شیوهٔ نئوکلاسیک، و چهار بال کشیده به سبک مدرن در شرق آن که ساختمان‌های اداری و خدماتی است. عمارت مرکزی با الگوبرداری از بناهای سدهٔ هجدهم اروپا طراحی شده‌است، و فرم و نحوهٔ جانمایی بال‌ها، فرم‌های اداری معماری مدرن اروپا را تداعی می‌کند. این بنا یکی از آثار مهم دوبرول و جزو بناهای شاخص سبک بین‌الملل در دورهٔ پهلوی اول است که آغاز غربی‌شدن معماری در تهران را با تکمیل بخش‌هایی از آن در ۱۳۲۵ مقارن دانسته‌اند.

### ساختمان قماش
انبار پارچهٔ شرکت قماش معروف به ساختمان قماش در ضلع شمال غربی میدان راه‌آهن بنای دیگری است که دوبرول در ۱۳۱۷ طراحی کرد و مهندس شقاقی جزو محاسبانش بود. سال بعد شرکت مقاطعهٔ ۱۸ به سرپرستی اصغر پناهی، از پیمانکاران فعال دورهٔ پهلوی اول آن را ساخت. این بنا که نمایی با تقسیمات افقی و خطوط مستقیم و کشیده داشت، به فناوری‌های روزآمد آن زمان از جمله بالابر، سیستم اتوماتیک برای جابجایی محموله‌های پارچه در طبقات و سیستم اطفای حریق مجهز بود. پاکدامن آن را اثری «بسیار باارزش» و نخستین نمونهٔ معماری مدرن به سبک بین‌الملل معرفی کرده‌است که با تفاوت زمانی زیاد، بر دیگر بناهای این سبک در تهران تقدم دارد.

### باشگاه دانشگاه تهران
باشگاه دانشگاه تهران با کارکردهای چندگانهٔ تفریحی، اداری، و اقامتی، در فاصلهٔ سال‌های ۱۳۱۷ تا ۱۳۲۰ بدست دوبرول و با همکاری محسن فروغی و ماکسیم سیرو طراحی و ساخته شد. پلان و نمای نامتقارن، خطوط کشیده در ترکیب با حجم‌های استوانه‌ای، بام مسطح، نرده‌های ممتد و مستقیم، و تزئینات مدور بر روی پنجره‌ها از ویژگی‌های این بنای شاخص به سبک آرت دکو است. پوشش سیمانی نماها طرح نسبتاً متفاوت این بنا را با سایر ساختمان‌های قدیمی‌تر دانشگاه هماهنگ می‌کند.

### پارک ورزشی امجدیه
پارک ورزشی امجدیه یا همان ورزشگاه نمرهٔ یک (شهید شیرودی کنونی) را نیکلای مارکوف در ۱۳۱۳ طراحی کرده بود و شامل یک زمین فوتبال، جایگاه تماشاگران و پیست دوی ۵۰۰ متر بود. دوبرول در ۱۳۱۹ طرح توسعهٔ آن را برای وزارت معارف داد. بخش آفتابگیر غربی جایگاه موجود را که با تلفیقی از شیوهٔ اصفهانی و سبک آرت دکو ساخته شده بود تخریب کرد و ورزشگاه را به سمت شرق گشود. سایبانی پیرامون جایگاه حفظ‌شده ساخت و فضای زیر جایگاه را به رختکن و سرویس‌های مورد نیاز اختصاص داد. دو استخر، زمین فوتبال، زمین‌های تنیس، بسکتبال، والیبال، و جایگاه ویژه نیز از جمله افزوده‌های اوست. ورزشگاه امجدیه و ویلاهای دوبرول نسبت به باقی آثار او شکل‌های تندیس‌گرایانه‌تری دارد.

### دانشکدهٔ هنرهای زیبا
دانشکدهٔ هنرهای زیبا نیز مجموعهٔ دیگری در دانشگاه تهران است که دوبرول طراحی آن را در ۱۳۱۹ آغاز کرد و نخستین ساختمان‌هایش با اجرای شرکت سوئدی سنتاب در ۱۳۲۸ به بهره‌برداری رسید. این مجموعه مدرن‌ترین دانشکده در دانشگاه تهران و از آثار برجستهٔ سبک بین‌الملل در دورهٔ پهلوی اول است؛ چنان‌که آن را «ساختمانی عظیم و باابهت، با تناسبات کلاسیک و تجرید مدرن» و یادآور بناهای آدولف لوس و لوکوربوزیه دانسته‌اند. برخلاف سایر دانشکده‌ها، نقشهٔ این دانشکده گسترده، نامتمرکز، و نامتقارن است، و «تبعیت فرم از عمکرد» در طرح بخش‌های گوناگون آن دیده می‌شود. از جملهٔ ویژگی‌های بناهای دانشکده سازهٔ بتنی، نمای سیمانی با خطوط مستقیم، پنجره‌های سرتاسری و سایه‌بان‌ها و قرنیزهای افقی و کشیده، و بام مسطح را می‌توان برشمرد.

## دوبرول و آموزش معماری
نقش دوبرول در معماری ایران تنها محدود به طراحی و ساخت آثار برجسته نیست، بلکه بایستی او را در زمرهٔ پایه‌گذاران آموزش معماری و معلمی دلسوز و منضبط نیز دانست که تعدادی از نخستین معماران تحصیل‌کرده در ایران، زیر دست او تعلیم یافتند. او اساسنامه نخستین مدرسهٔ عالی معماری را در وزارت پیشه و هنر به همراه کریم طاهرزادهٔ بهزاد نوشت و از ۱۳۱۷ تا ۱۳۱۹ در آن به تدریس پرداخت. در ۱۳۱۹ مدرسهٔ عالی معماری منحل شد و دانشجویان آن به دانشکدهٔ هنرهای زیبای دانشگاه تهران منتقل شدند که دوبرول جزو هیئت مؤسسان آن بود و برنامهٔ درسی گروه معماری آن را از روی الگوی مدرسهٔ هنرهای زیبای پاریس (بوزار) تنظیم کرده بود. دوبرول ریاست یکی از سه کارگاه معماری را برعهده داشت و پس از آنکه در زمستان ۱۳۲۰ از ایران رفت، سرپرستی کارگاهش به محسن فروغی سپرده شد. او و فروغی و گدار که هرسه دانش‌آموختهٔ بوزار بودند، از آغاز شکل‌گیری آموزش معماری در ایران، مانع غلبهٔ رویکرد «مهندسی معماری» یا به بیان دیگر غلبهٔ امور فنی بر دروس هنری شدند.

## پانوشت‌ها
1. ↑  Marefat. Building to Power: Architecture of Tehran 1921–1941. ص. ۱۴۳–۱۵۰.
2. 1 2 3 4 5 6 7  اتحادیه. «ارزش میراث رولان دوبرول»: ۶۴.
3. ↑  سمیعی. «رولان دوبرول و سالهای خروشان مدرنیسم»: ۶۱.
4. ↑  Société de Construction Iranienne
5. ↑  Sentab
6. 1 2  ممیز. «دانشکدهٔ هنرهای زیبا در نیم قرن»: ۶۱.
7. ↑  باور. معماری معاصر ایران و نسبت آن با معماری مدرن. ص. ۶۵.
8. 1 2  خواجوی، تاریخچه دانشکده هنرهای زیبا، ص. ۳۱
9. 1 2  شافعی و دیگران. معماری کریم طاهرزاده بهزاد. ص. ۳۰.
10. 1 2  اتحادیه. «ارزش میراث رولان دوبرول»: ۶۵ و ۶۷.
11. 1 2 3 4 5 6 7 8 9 10 11  اتحادیه. «ارزش میراث رولان دوبرول»: ۶۵.
12. 1 2  خواجوی. «تاریخچه دانشکده هنرهای زیبا»: ۱۱۱.
13. 1 2 3 4 5 6 7 8 9 10 11 12  اتحادیه. «ارزش میراث رولان دوبرول»: ۶۷.
14. 1 2 3 4  "Dubrulle, Roland (1907-1983) et Richard (1934-2006). 388 Ifa". Archived from the original on 2017-01-03.
15. 1 2 3 4 5 6 7 8 9  اتحادیه. «ارزش میراث رولان دوبرول»: ۶۶.
16. ↑  معرفت. «پیشکسوتانی که به تهران مدرن شکل دادند»: ۱۰۴.
17. 1 2  اتحادیه. «ارزش میراث رولان دوبرول»: ۶۴–۶۵.
18. ↑  اتحادیه. «ارزش میراث رولان دوبرول»: ۶۴ و ۶۷.
19. 1 2 3 4 5 6  سمیعی. «رولان دوبرول و سالهای خروشان مدرنیسم»: ۶۳.
20. ↑  مختاری طالقانی. میراث معماری مدرن ایران. ص. ۱۱۶.
21. ↑  مختاری طالقانی. میراث معماری مدرن ایران. ص. ۱۰۰.
22. 1 2  مختاری طالقانی. میراث معماری مدرن ایران. ص. ۱۰۱.
23. ↑  مختاری طالقانی. میراث معماری مدرن ایران. ص. ۹۸.
24. ↑  سمیعی و بانی‌مسعود از نقش دوبرول در تدوین طرح جامع دانشگاه تهران سخن گفته‌اند؛ اما اگر تاریخ ۱۳۱۳ را درست بدانیم، احتمالاً چنین نقشی را نمی‌توان برای او تصور کرد، زیرا دوبرول تازه در ۱۳۱۴ به ایران آمد. بنگرید به: سمیعی. «رولان دوبرول و سالهای خروشان مدرنیسم»: ۶۳.؛ قبادیان. معماری معاصر ایران. ص. ۲۷۹.
25. 1 2  سمیعی. «رولان دوبرول و سالهای خروشان مدرنیسم»: ۶۲.
26. ↑  بانی‌مسعود. معماری معاصر ایران. ص. ۲۲۰.
27. ↑  وزارت معارف و اوقاف و صنایع مستظرفه. تاریخچه ساختمانها و تعمیرات در سال ۱۳۱۵. ص. ۲۷.
28. 1 2  سمیعی. «رولان دوبرول و سالهای خروشان مدرنیسم»: ۶۱–۶۲.
29. 1 2  اتحادیه. «رلان دوبرول معمار فرانسوی: طراحی دبستان و دانشکده، از گرگان تا بندر لنگه»: ۳۸.
30. ↑  بانی‌مسعود. معماری معاصر ایران. ص. ۲۴۴ و ۲۴۶.
31. ↑  قبادیان. سبک‌شناسی و مبانی نظری در معماری مدرن ایران. ص. ۲۱۲.
32. 1 2 3  بانی‌مسعود. معماری معاصر ایران. ص. ۲۲۱.
33. ↑  اتحادیه. «ارزش میراث رولان دوبرول»: ۶۶–۶۷.
34. ↑  قبادیان. سبک‌شناسی و مبانی نظری در معماری مدرن ایران. ص. ۲۱۴.
35. ↑  قبادیان. سبک‌شناسی و مبانی نظری در معماری مدرن ایران. ص. ۱۷۳.
36. ↑  اتحادیه. «رلان دوبرول معمار فرانسوی: طراحی دبستان و دانشکده، از گرگان تا بندر لنگه»: ۳۹ و ۴۱.
37. ↑  بانی‌مسعود. معماری معاصر ایران. ص. ۲۱۸.
38. 1 2  قبادیان. سبک‌شناسی و مبانی نظری در معماری مدرن ایران. ص. ۲۰۲.
39. ↑  مختاری طالقانی. میراث معماری مدرن ایران. ص. ۱۰۱ و ۱۰۴.
40. ↑  حکیم. «شیوهٔ معماری بناهای عمومی گورکیان»: ۷۸–۷۹.
41. ↑  حکیم. «شیوهٔ معماری بناهای عمومی گورکیان»: ۸۳–۸۴.
42. ↑  Škoda
43. ↑  مشیری. «اخبار ساختمانی»: ۱۱۴.
44. ↑  محققان دربارهٔ معماری که این تغییرها را صورت داد نظر یکسانی ندارند. برخی از مهندسی مجارستانی به نام «فیشر» و برخی دیگر از معماری اهل چک به نام «سووا» نام برده‌اند. بنگرید به: پاکدامن. «نگاهی کوتاه بر شیوه‌ها و گرایشهای معماری در تهران»: ۲۰۰.؛ سمیعی. «رولان دوبرول و سالهای خروشان مدرنیسم»: ۶۲.؛ صفامنش؛ منادی‌زاده. «تحولات معماری و شهرسازی در فاصله سالهای ۱۳۲۰–۱۲۹۹ش»: ۲۶۰ و ۲۷۲.
45. ↑  حکیم. «شیوهٔ معماری بناهای عمومی گورکیان»: ۸۵.
46. ↑  یکتائی. تاریخ دارائی ایران. ص. ۸۶.
47. 1 2  قبادیان. سبک‌شناسی و مبانی نظری در معماری مدرن ایران. ص. ۲۱۱.
48. ↑  سمیعی. «سیر تحول بناهای عمومی تهران»: ۸۲.
49. ↑  بانی‌مسعود. معماری معاصر ایران. ص. ۲۱۹.
50. ↑  پاکدامن. «نگاهی کوتاه بر شیوه‌ها و گرایشهای معماری در تهران»: ۲۲۳.
51. ↑  محبوبی اردکانی. تاریخ تحول دانشگاه تهران و مؤسسات عالی آموزشی ایران در عصر خجسته پهلوی. ص. ۴۶۰.
52. ↑  قبادیان. سبک‌شناسی و مبانی نظری در معماری مدرن ایران. ص. ۲۰۸.
53. ↑  دانیل. معماری نیکلای مارکف. ص. ۹۴–۹۵.
54. ↑  قبادیان. سبک‌شناسی و مبانی نظری در معماری مدرن ایران. ص. ۲۰۷.
55. ↑  در این‌باره اتفاق نظر نیست. برخی از محققان برآنند که در بین ساختمان‌های دانشگاه تهران، این تنها اثری بود که عملاُ به‌دست خود دوبرول طراحی شد؛ حال آنکه برخی دیگر ژنیا آفتاندیلیانس و ماکسیم سیرو را نیز با او سهیم می‌دانند. بنگرید به: سمیعی. «رولان دوبرول و سالهای خروشان مدرنیسم»: ۶۳.؛ بانی‌مسعود. معماری معاصر ایران. ص. ۲۱۷.؛ قبادیان. سبک‌شناسی و مبانی نظری در معماری مدرن ایران. ص. ۲۱۴.
56. ↑  قهرمان‌پور. «تاریخچه دانشکده هنرهای زیبا»: ۷.
57. ↑  قبادیان. سبک‌شناسی و مبانی نظری در معماری مدرن ایران. ص. ۲۱۶.
58. ↑  قبادیان. سبک‌شناسی و مبانی نظری در معماری مدرن ایران. ص. ۲۱۱ و ۲۱۵.
59. ↑  بانی‌مسعود. معماری معاصر ایران. ص. ۲۸۶.
60. ↑  قبادیان. سبک‌شناسی و مبانی نظری در معماری معاصر ایران. ص. ۲۱۵.
61. ↑  مختاری طالقانی. میراث معماری مدرن ایران. ص. ۱۳۸.
62. 1 2  بسکی. «آغازگران معماری امروز ایران: گفتگو با دکتر غلامرضا کباری»: ۷.
63. ↑  اغلب آن را «هنرکده» نامیده‌اند، اما صرفاً در فاصلهٔ سال‌های ۱۳۲۲ تا ۱۳۲۸ چنین نام داشت. بنگرید به: زرگری‌نژاد. «از مدرسه صنایع مستظرفه تا دانشکده هنرهای زیبا»: ۸.
64. ↑  قهرمان‌پور. «تاریخچه دانشکده هنرهای زیبا»: ۸.
65. ↑  مینا معرفت تدوین برنامهٔ درسی رشتهٔ معماری را به گدار و فروغی نسبت می‌دهد. بنگرید به: معرفت. «پیشکسوتانی که به تهران مدرن شکل دادند»: ۱۱۴.

## فهرست منابع

### کتاب‌ها
- بانی‌مسعود، امیر (۱۳۹۴). معماری معاصر ایران: در تکاپوی بین سنت و مدرنیته. تهران: نشر هنر معماری قرن.
- دانیل، ویکتور و دیگران (۱۳۸۲). معماری نیکلای مارکف: معماری دوران تحول در ایران. تهران: دید.
- شافعی، بیژن و دیگران (۱۳۸۴). معماری کریم طاهرزاده بهزاد: مجموعه معماری دوران تحول در ایران. تهران: دید.
- قبادیان، وحید (۱۳۹۲). سبک‌شناسی و مبانی نظری در معماری مدرن ایران. تهران: علم معمار رویال.
- محبوبی اردکانی، حسین (۱۳۵۰). تاریخ تحول دانشگاه تهران و مؤسسات عالی آموزشی در ایران در عصر خجسته پهلوی. بی‌جا: بی‌نا.
- مختاری طالقانی، اسکندر (۱۳۹۰). میراث معماری مدرن ایران. تهران: دفتر پژوهش‌های فرهنگی.
- وزرات معارف و اوقاف و صنایع مستظرفه (۱۳۱۵). تاریخچه ساختمانها و تعمیرات در سال ۱۳۱۵ (ضمیمه سالنامه ۱۳۱۴–۱۳۱۵). تهران: اداره کل انطباعات، دایرهٔ آمار.
- یکتائی، مجید (۱۳۳۵). تاریخ دارائی ایران. تهران: نشر علمی.

### پایان‌نامه‌ها
Marefat, Mina (1988). Building to Power: Architecture of Tehran 1921–1941 (PhD thesis). Massachusetts Institute of Technology.

### مقالات
- اتحادیه، حمیرا (زمستان ۱۳۷۹). «ارزش میراث رولان دوبرول». معمار (۱۱): ۶۴–۶۷.
- اتحادیه، حمیرا (۱۳۹۲). «رلان دوبرول معمار فرانسوی: طراحی دبستان و دانشکده، از گرگان تا بندر لنگه» (۵۲). معماری و فرهنگ: ۳۸–۴۲.
- باور، سیروس (۱۳۸۹). «معماری معاصر ایران و نسبت آن با معماری مدرن».  در آزادی، اسماعیل. اندیشه معماران معاصر ایران ۱. تهران: فرهنگ صبا. ص. ۵۵–۷۶.
- بسکی، سهیلا (بهار ۱۳۷۴). «آغازگران معماری امروز ایران: گفتگو با دکتر غلامرضا کباری». آبادی (۱۶): ۴–۹.
- پاکدامن، بهروز (۱۳۷۶). «نگاهی کوتاه بر شیوه‌ها و گرایشهای معماری در تهران (قسمت دوم)».  در اصلانی، محمدرضا. کتاب تهران. تهران: روشنگران. ص. ۱۱۸–۲۲۵.
- حکیم، نگار (زمستان ۱۳۸۰). «شیوهٔ معماری بناهای عمومی گورکیان و انتساب طرح بناهای وزارت امور خارجه و دادگستری به او». معمار (۱۵): ۷۸–۸۵.
- خواجوی، غلامرضا (بهمن و اسفند ۱۳۲۵). «تاریخچه دانشکده هنرهای زیبا». آرشیتکت (۳): ۱۱۱.
- خواجوی، غلامرضا (مرداد و شهریور ۱۳۲۵). «تاریخچهٔ دانشکدهٔ هنرهای زیبا». آرشیتکت (۱): ۳۱.
- زرگری‌نژاد، غلامحسین (تابستان ۱۳۸۶). «از مدرسه صنایع مستظرفه تا دانشکده هنرهای زیبا: مروری بر زمینه‌های شکل‌گیری و تأسیس دانشکده هنرهای زیبا در دانشگاه تهران». هنرهای زیبا (۳۰): ۵–۱۲.
- سمیعی، سیروس (زمستان ۱۳۷۹). ترجمهٔ آبتین گلکار. «رولان دوبرول و سال‌های خروشان مدرنیسم». معمار (۱۱): ۶۱–۶۳.
- سمیعی، سیروس (زمستان ۱۳۷۴). «سیر تحول معماری بناهای عمومی تهران». آبادی (۱۹): ۷۸–۸۳.
- صفامنش، کامران؛ منادی‌زاده، بهروز (۱۳۷۸). «تحولات معماری و شهرسازی در فاصله سالهای ۱۳۲۰–۱۲۹۹». مجموعهٔ مقالات دومین کنگرهٔ تاریخ معماری و شهرسازی ایران: بم، ۱۳۷۸. ج. ج۲. تهران: سازمان میراث فرهنگی کشور. ص. ۲۴۷–۲۷۳.
- قهرمان‌پور، اسدالله (۱۳۳۰). «تاریخچه دانشکده هنرهای زیبا». نشریهٔ دانشکدهٔ هنرهای زیبا (۱): ۵–۱۰.
- مشیری، ایرج (بهمن و اسفند ۱۳۲۵). «اخبار ساختمانی». آرشیتکت (۳): ۱۱۴.
- معرفت، مینا (۱۳۷۵). «پیشکسوتانی که به تهران مدرن شکل دادند».  در عدل، شهریار؛ اورکاد، برنار. تهران پایتخت دویست ساله. تهران: سازمان مشاور فنی و مهندسی شهر تهران و انجمن ایران‌شناسی فرانسه در ایران. ص. ۱۰۳–۱۳۷.
- ممیز، مرتضی (بهمن و اسفند ۱۳۶۹). «دانشکدهٔ هنرهای زیبا در نیم قرن». کلک (۱۱و۱۲): ۵۹–۶۴.

### وبگاه‌ها
- "Dubrulle, Roland (1907-1983) et Richard (1934-2006). 388 Ifa". Cité de l'architecture et du patrimoine. Archived from the original on 2017-01-03. Retrieved 2021-06-17.